# Turn- und Sportverein München von 1860 2003-2004
Questa voce raccoglie le informazioni riguardanti il Turn- und Sportverein München von 1860 nelle competizioni ufficiali della stagione 2003-2004.

## Stagione
Nella stagione 2003-2004 il Monaco 1860, allenato da Falko Götz e Gerald Vanenburg, concluse il campionato di Bundesliga al 17º posto e retrocesse in 2. Bundesliga. In Coppa di Germania il Monaco 1860 fu eliminato al secondo turno dall'Alemannia Aquisgrana.

## Rosa
| N. |                      | Ruolo | Calciatore       |
| -- | -------------------- | ----- | ---------------- |
| 1  | Germania (bandiera)  | P     | Michael Hofmann  |
| 2  | Austria (bandiera)   | D     | Martin Stranzl   |
| 3  | Svizzera (bandiera)  | D     | Rémo Meyer       |
| 4  | Germania (bandiera)  | D     | Marco Kurz       |
| 5  | Finlandia (bandiera) | D     | Janne Saarinen   |
| 6  | Rep. Ceca (bandiera) | C     | Roman Týce       |
| 7  | Brasile (bandiera)   | D     | Rodrigo Costa    |
| 8  | Cina (bandiera)      | C     | Shao Jiayi       |
| 9  | Camerun (bandiera)   | A     | Francis Kioyo    |
| 10 | Germania (bandiera)  | C     | Christian Holzer |
| 11 | Germania (bandiera)  | A     | Benjamin Lauth   |
| 12 | Germania (bandiera)  | C     | Danny Schwarz    |
| 13 | Austria (bandiera)   | C     | Harald Cerny     |
| 15 | Brasile (bandiera)   | D     | Fernando         |
| 16 | Irlanda (bandiera)   | D     | Joe Kendrick     |
| 18 | Australia (bandiera) | A     | Paul Agostino    |

| N. |                      | Ruolo | Calciatore           |
| -- | -------------------- | ----- | -------------------- |
| 19 | Germania (bandiera)  | C     | Matthias Lehmann     |
| 20 | Austria (bandiera)   | C     | Markus Weissenberger |
| 21 | Germania (bandiera)  | A     | Markus Schroth       |
| 22 | Germania (bandiera)  | P     | André Lenz           |
| 23 | Germania (bandiera)  | D     | Andreas Görlitz      |
| 24 | Germania (bandiera)  | C     | Daniel Baier         |
| 25 | Belgio (bandiera)    | A     | Christophe Lepoint   |
| 26 | Austria (bandiera)   | C     | Marcus Pürk          |
| 27 | Germania (bandiera)  | A     | Marcel Richter       |
| 28 | Germania (bandiera)  | C     | Gerhard Poschner     |
| 29 | Germania (bandiera)  | P     | Matthias Küfner      |
| 33 | Sudafrica (bandiera) | C     | Lance Davids         |
| 35 | Germania (bandiera)  | C     | Marcel Schäfer       |
| 44 | Germania (bandiera)  | D     | Torben Hoffmann      |
|    | Germania (bandiera)  | D     | Christoph Janker     |
|    | Germania (bandiera)  | P     | Christian Horn       |

## Organigramma societario
Area tecnica
- Allenatore: Gerald Vanenburg
- Allenatore in seconda: Reiner Maurer
- Preparatore dei portieri: Claus Boden, Jürgen Wittmann
- Preparatori atletici:

## Calciomercato

### Sessione estiva
| Acquisti | Acquisti           | Acquisti               | Acquisti |
| R.       | Nome               | da                     | Modalità |
| -------- | ------------------ | ---------------------- | -------- |
| D        | Joe Kendrick       | Hartlepool Utd         |          |
| A        | Francis Kioyo      | Colonia                |          |
| P        | Matthias Küfner    | Wacker Burghausen      |          |
| C        | Matthias Lehmann   | Stoccarda II           |          |
| P        | André Lenz         | Energie Cottbus        |          |
| A        | Christophe Lepoint | Anderlecht             |          |
| A        | Marcel Richter     | Ismaning               |          |
| D        | Janne Saarinen     | Rosenborg              |          |
| C        | Marcel Schäfer     | Monaco 1860 (juniores) |          |

| Cessioni | Cessioni        | Cessioni      | Cessioni |
| R.       | Nome            | da            | Modalità |
| -------- | --------------- | ------------- | -------- |
| C        | Sandro Cescutti | Unterhaching  |          |
| D        | Uwe Ehlers      | Augusta       |          |
| P        | Simon Jentzsch  | Wolfsburg     |          |
| A        | Martin Max      | Hansa Rostock |          |
| D        | Achim Pfuderer  | Union Berlino |          |
| D        | Rafael          | Norimberga    |          |
| D        | Tomáš Votava    | APOEL         |          |

### Sessione invernale
| Acquisti | Acquisti | Acquisti | Acquisti |
| R.       | Nome     | da       | Modalità |
| -------- | -------- | -------- | -------- |
| D        | Fernando | Flamengo |          |

| Cessioni | Cessioni          | Cessioni          | Cessioni |
| R.       | Nome              | da                | Modalità |
| -------- | ----------------- | ----------------- | -------- |
| C        | Michael Wiesinger | Wacker Burghausen |          |
| C        | Daniel Borimirov  | Levski Sofia      |          |

## Risultati

### Bundesliga

#### Girone di andata
| Arbitro: | Weiner |

|  |           |             |
|  | Marcatori | 43’ Schroth |

| Arbitro: | Koop |

|             |           |               |
| Schroth 19’ | Marcatori | 56’ Rodríguez |

| Arbitro: | Merk |

|                                    |           |           |
| Amoroso 46’, 56’ (rig.) Koller 61’ | Marcatori | 86’ Kioyo |

| Arbitro: | Wagner |

|             |           |  |
| Schwarz 59’ | Marcatori |  |

| Arbitro: | Steinborn |

|                       |           |              |
| Kioyo 7’ Agostino 83’ | Marcatori | 60’ Springer |

| Arbitro: | Fandel |

|                              |           |             |
| Ailton 48’ (rig.) Micoud 66’ | Marcatori | 56’ Schroth |

| Arbitro: | Fröhlich |

|  |           |                                     |
|  | Marcatori | 11’ Soldo 17’ (rig.) Meira 49’ Hleb |

| Arbitro: | Meyer |

|                |           |  |
| Bajramović 76’ | Marcatori |  |

| Arbitro: | Gagelmann |

|                  |           |  |
| Lauth 90’ (rig.) | Marcatori |  |

| Arbitro: | Merk |

|              |           |                   |
| Idrissou 34’ | Marcatori | 35’ Weissenberger |

| Arbitro: | Trautmann |

|                            |           |               |
| Lauth 50’, 66’ (rig.), 78’ | Marcatori | 35’ Hashemian |

| Arbitro: | Jansen |

|                                      |           |             |
| Romeo 53’, 75’ Mahdavikia 77’ (rig.) | Marcatori | 57’ Schwarz |

| Arbitro: | Fandel |

|  |           |            |
|  | Marcatori | 34’ Makaay |

| Arbitro: | Fröhlich |

|                     |           |                         |
| Ponte 60’ Lúcio 78’ | Marcatori | 36’ Schwarz 56’ Schroth |

| Arbitro: | Kinhöfer |

|                  |           |                                                |
| Weissenberger 3’ | Marcatori | 8’ Rydlewicz 17’ (rig.), 80’ Max 66’ Rasmussen |

| Arbitro: | Wagner |

|                  |           |           |
| Costa 53’ (aut.) | Marcatori | 57’ Lauth |

| Arbitro: | Merk |

|           |           |                        |
| Lauth 62’ | Marcatori | 15’ Ulich 83’ van Lent |

#### Girone di ritorno
| Arbitro: | Trautmann |

|                |           |             |
| Lauth 17’, 40’ | Marcatori | 25’ Lokvenc |

| Gelsenkirchen 7 febbraio 2004, ore 15:30 CET 19ª giornata | Schalke 04 | 0 – 0 referto | Monaco 1860 | Arena AufSchalke (61 266 spett.)\| Arbitro: \| Kemmling \| |
| Arbitro:                                                  | Kemmling   |               |             |                                                            |

| Arbitro: | Meyer |

|  |           |                          |
|  | Marcatori | 40’ (rig.), 59’ Ewerthon |

| Arbitro: | Steinborn |

|                                            |           |                   |
| Biliškov 7’ D'Alessandro 19’ Klimowicz 62’ | Marcatori | 21’ Weissenberger |

| Arbitro: | Merk |

|             |           |                                   |
| Voronin 50’ | Marcatori | 14’, 38’ Schroth 36’ (rig.) Lauth |

| Arbitro: | Jansen |

|  |           |                            |
|  | Marcatori | 38’ Klasnić 79’ Charisteas |

| Arbitro: | Wagner |

|                        |           |  |
| Soldo 32’ Streller 35’ | Marcatori |  |

| Arbitro: | Kircher |

|              |           |               |
| Agostino 58’ | Marcatori | 10’ Coulibaly |

| Arbitro: | Kinhöfer |

|  |           |                                     |
|  | Marcatori | 9’ Görlitz 16’ Lehmann 59’ Agostino |

| Arbitro: | Merk |

|  |           |                       |
|  | Marcatori | 71’ Żuraw 74’ Brdarić |

| Arbitro: | Koop |

|                                           |           |  |
| Hashemian 26’, 39’ Madsen 61’ Diabang 81’ | Marcatori |  |

| Arbitro: | Kemmling |

|              |           |                                    |
| Agostino 89’ | Marcatori | 64’ (aut.) Fernando 79’ Mahdavikia |

| Arbitro: | Jansen |

|          |           |  |
| Cruz 50’ | Marcatori |  |

| Arbitro: | Weiner |

|             |           |               |
| Agostino 4’ | Marcatori | 48’ Schneider |

| Arbitro: | Kircher |

|                                          |           |  |
| Max 15’ Rydlewicz 48’ (rig.) Tjikuzu 82’ | Marcatori |  |

| Arbitro: | Trautmann |

|          |           |             |
| Costa 6’ | Marcatori | 81’ Madlung |

| Arbitro: | Fandel |

|                                   |           |                     |
| Svěrkoš 23’ Demo 34’ van Lent 74’ | Marcatori | 21’ (rig.) Hoffmann |

### Coppa di Germania
| Arbitro: | Anklam |

|           |           |                                                         |
| Plump 88’ | Marcatori | 21’ Pürk 41’ Wiesinger 59’ Lauth 69’, 75’ Weissenberger |

| Arbitro: | Wagner |

|                                          |                      |                                            |
| Meijer 72’                               | Marcatori            | 11’ (rig.) Lauth                           |
| Meijer Krontiris Michalke Pflipsen Grlić | Tiri di rigore 5 – 4 | Lauth Görlitz Weissenberger Hoffmann Meyer |

## Statistiche

### Statistiche di squadra
| Competizione      | Punti | In casa | In casa | In casa | In casa | In casa | In casa | In trasferta | In trasferta | In trasferta | In trasferta | In trasferta | In trasferta | Totale | Totale | Totale | Totale | Totale | Totale | DR  |
| Competizione      | Punti | G       | V       | N       | P       | Gf      | Gs      | G            | V            | N            | P            | Gf           | Gs           | G      | V      | N      | P      | Gf     | Gs     | DR  |
| ----------------- | ----- | ------- | ------- | ------- | ------- | ------- | ------- | ------------ | ------------ | ------------ | ------------ | ------------ | ------------ | ------ | ------ | ------ | ------ | ------ | ------ | --- |
| Bundesliga        | 32    | 17      | 5       | 4       | 8       | 16      | 25      | 17           | 3            | 4            | 10           | 16           | 30           | 34     | 8      | 8      | 18     | 32     | 55     | -23 |
| Coppa di Germania | -     | 0       | 0       | 0       | 0       | 0       | 0       | 2            | 1            | 1            | 0            | 6            | 2            | 2      | 1      | 1      | 0      | 6      | 2      | +4  |
| Totale            | 32    | 17      | 5       | 4       | 8       | 16      | 25      | 19           | 4            | 5            | 10           | 22           | 32           | 36     | 9      | 9      | 18     | 38     | 57     | -19 |

### Andamento in campionato
| Giornata  | 1 | 2 | 3  | 4 | 5 | 6 | 7 | 8  | 9 | 10 | 11 | 12 | 13 | 14 | 15 | 16 | 17 | 18 | 19 | 20 | 21 | 22 | 23 | 24 | 25 | 26 | 27 | 28 | 29 | 30 | 31 | 32 | 33 | 34 |
| --------- | - | - | -- | - | - | - | - | -- | - | -- | -- | -- | -- | -- | -- | -- | -- | -- | -- | -- | -- | -- | -- | -- | -- | -- | -- | -- | -- | -- | -- | -- | -- | -- |
| Luogo     | T | C | T  | C | C | T | C | T  | C | T  | C  | T  | C  | T  | C  | T  | C  | C  | T  | C  | T  | T  | C  | T  | C  | T  | C  | T  | C  | T  | C  | T  | C  | T  |
| Risultato | V | N | P  | V | V | P | P | P  | V | N  | V  | P  | P  | N  | P  | N  | P  | V  | N  | P  | P  | V  | P  | P  | N  | V  | P  | P  | P  | P  | N  | P  | N  | P  |
| Posizione | 7 | 7 | 11 | 6 | 6 | 8 | 8 | 11 | 8 | 8  | 8  | 8  | 9  | 8  | 12 | 13 | 14 | 12 | 11 | 13 | 13 | 12 | 12 | 14 | 14 | 12 | 12 | 14 | 15 | 16 | 16 | 16 | 17 | 17 |

Legenda:

Luogo: C = Casa; T = Trasferta. Risultato: V = Vittoria; N = Pareggio; P = Sconfitta.

### Statistiche dei giocatori
| Giocatore        | Bundesliga | Bundesliga | Bundesliga  | Bundesliga | Coppa di Germania | Coppa di Germania | Coppa di Germania | Coppa di Germania | Totale   | Totale | Totale      | Totale     |
| Giocatore        | Presenze   | Reti       | Ammonizioni | Espulsioni | Presenze          | Reti              | Ammonizioni       | Espulsioni        | Presenze | Reti   | Ammonizioni | Espulsioni |
| ---------------- | ---------- | ---------- | ----------- | ---------- | ----------------- | ----------------- | ----------------- | ----------------- | -------- | ------ | ----------- | ---------- |
| P. Agostino      | 22         | 5          | 1           | 0          | 2                 | 0                 | 0                 | 0                 | 24       | 5      | 1           | 0          |
| D. Baier         | 12         | 0          | 1           | 0          | 2                 | 0                 | 0                 | 0                 | 14       | 0      | 1           | 0          |
| D. Borimirov     | 6          | 0          | 1           | 1          | 1                 | 0                 | 0                 | 0                 | 7        | 0      | 1           | 1          |
| H. Cerny         | 24         | 0          | 4           | 0          | 0                 | 0                 | 0                 | 0                 | 24       | 0      | 4           | 0          |
| R. Costa         | 30         | 1          | 11          | 0          | 2                 | 0                 | 0                 | 0                 | 32       | 1      | 11          | 0          |
| L. Davids        | 12         | 0          | 3           | 0          | 0                 | 0                 | 0                 | 0                 | 12       | 0      | 3           | 0          |
| F. Fernando      | 10         | 0          | 1           | 1          | 0                 | 0                 | 0                 | 0                 | 10       | 0      | 1           | 1          |
| A. Görlitz       | 32         | 1          | 3           | 1          | 2                 | 0                 | 0                 | 0                 | 34       | 1      | 3           | 1          |
| T. Hoffmann      | 30         | 1          | 7           | 0          | 2                 | 0                 | 0                 | 0                 | 32       | 1      | 7           | 0          |
| M. Hofmann       | 32         | 0          | 5           | 0          | 0                 | 0                 | 0                 | 0                 | 32       | 0      | 5           | 0          |
| C. Holzer        | 0          | 0          | 0           | 0          | 0                 | 0                 | 0                 | 0                 | 0        | 0      | 0           | 0          |
| C. Horn          | 0          | 0          | 0           | 0          | 0                 | 0                 | 0                 | 0                 | 0        | 0      | 0           | 0          |
| C. Janker        | 0          | 0          | 0           | 0          | 0                 | 0                 | 0                 | 0                 | 0        | 0      | 0           | 0          |
| J. Kendrick      | 0          | 0          | 0           | 0          | 0                 | 0                 | 0                 | 0                 | 0        | 0      | 0           | 0          |
| F. Kioyo         | 25         | 2          | 0           | 0          | 0                 | 0                 | 0                 | 0                 | 25       | 2      | 0           | 0          |
| M. Kurz          | 16         | 0          | 4           | 0          | 0                 | 0                 | 0                 | 0                 | 16       | 0      | 4           | 0          |
| M. Küfner        | 0          | 0          | 0           | 0          | 0                 | 0                 | 0                 | 0                 | 0        | 0      | 0           | 0          |
| B. Lauth         | 28         | 9          | 3           | 1          | 2                 | 2                 | 0                 | 0                 | 30       | 11     | 3           | 1          |
| M. Lehmann       | 17         | 1          | 1           | 0          | 0                 | 0                 | 0                 | 0                 | 17       | 1      | 1           | 0          |
| A. Lenz          | 3          | 0          | 0           | 0          | 2                 | 0                 | 0                 | 0                 | 5        | 0      | 0           | 0          |
| C. Lepoint       | 1          | 0          | 0           | 0          | 0                 | 0                 | 0                 | 0                 | 1        | 0      | 0           | 0          |
| R. Meyer         | 14         | 0          | 2           | 1          | 1                 | 0                 | 1                 | 0                 | 15       | 0      | 3           | 1          |
| G. Poschner      | 4          | 0          | 0           | 0          | 0                 | 0                 | 0                 | 0                 | 4        | 0      | 0           | 0          |
| M. Pürk          | 9          | 0          | 1           | 0          | 1                 | 1                 | 0                 | 0                 | 10       | 1      | 1           | 0          |
| M. Richter       | 0          | 0          | 0           | 0          | 0                 | 0                 | 0                 | 0                 | 0        | 0      | 0           | 0          |
| J. Saarinen      | 17         | 0          | 6           | 0          | 1                 | 0                 | 1                 | 0                 | 18       | 0      | 7           | 0          |
| M. Schroth       | 29         | 6          | 2           | 0          | 2                 | 0                 | 0                 | 0                 | 31       | 6      | 2           | 0          |
| D. Schwarz       | 18         | 3          | 3           | 0          | 2                 | 0                 | 0                 | 0                 | 20       | 3      | 3           | 0          |
| M. Schäfer       | 1          | 0          | 0           | 0          | 0                 | 0                 | 0                 | 0                 | 1        | 0      | 0           | 0          |
| J. Shao          | 5          | 0          | 0           | 0          | 0                 | 0                 | 0                 | 0                 | 5        | 0      | 0           | 0          |
| M. Stranzl       | 23         | 0          | 7           | 1          | 1                 | 0                 | 0                 | 0                 | 24       | 0      | 7           | 1          |
| R. Týce          | 29         | 0          | 10          | 1          | 2                 | 0                 | 1                 | 0                 | 31       | 0      | 11          | 1          |
| M. Weissenberger | 22         | 3          | 2           | 0          | 2                 | 2                 | 0                 | 0                 | 24       | 5      | 2           | 0          |
| M. Wiesinger     | 3          | 0          | 1           | 0          | 1                 | 1                 | 0                 | 0                 | 4        | 1      | 1           | 0          |